# Klaus Vonderwerth
Klaus Vonderwerth (* 7. Februar 1936 in Berlin; † 19. März 2016) war ein deutscher Grafiker und Cartoonist.

## Leben

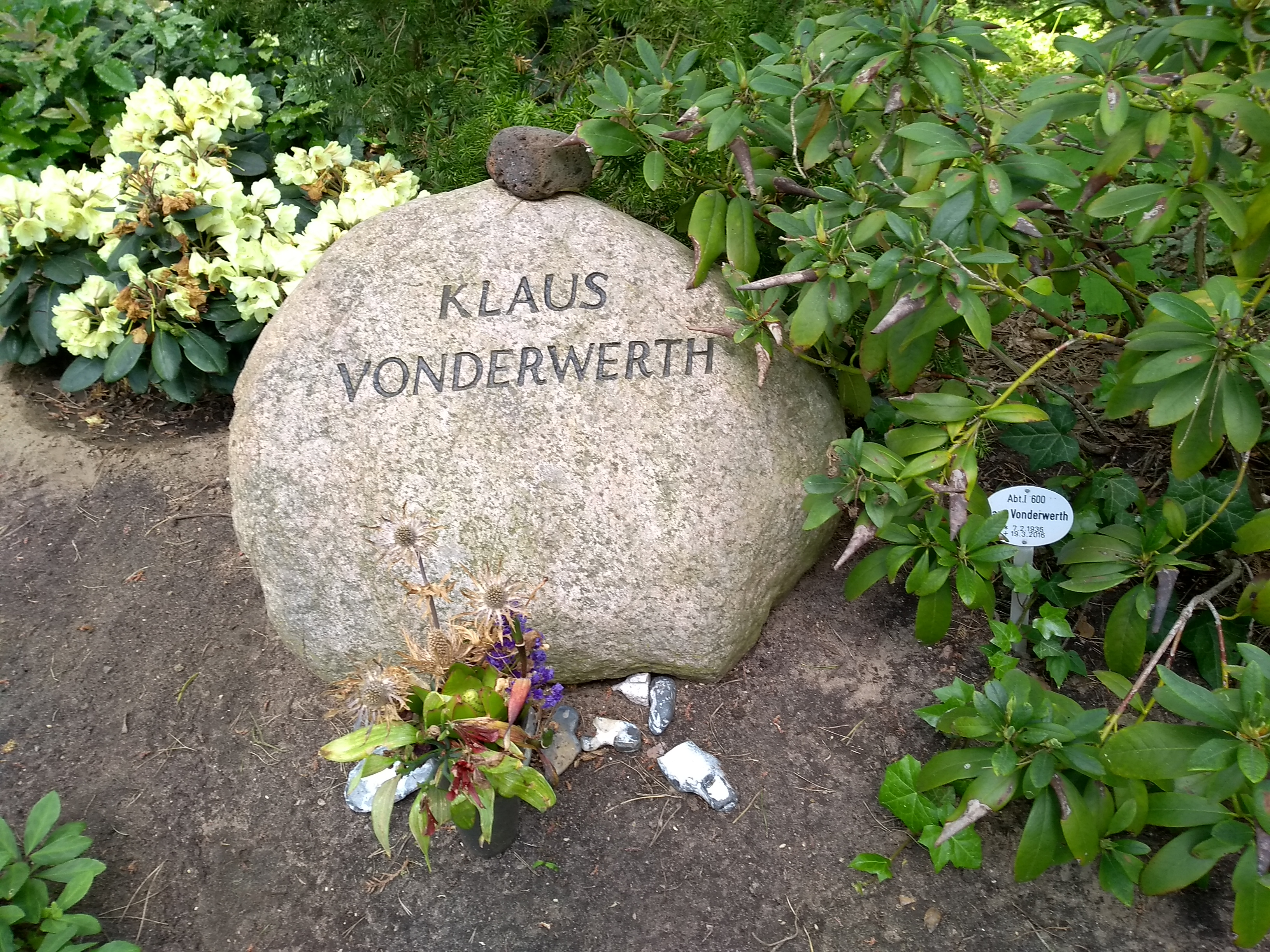
Grab auf dem Waldkirchhof Mahlsdorf

Klaus Vonderwerth wuchs in Berlin-Biesdorf auf. Ab 1951 machte er eine Ausbildung zum Gebrauchswerber in Ost-Berlin. Ab 1955 besuchte er die Meisterschule für Graphik und Buchgewerbe an der Hochschule für Bildende Künste in West-Berlin in der Illustrationsklasse.
Ab 1959 war Klaus Vonderwerth als freischaffender Grafiker in Ost-Berlin tätig. Er gestaltete Plakate, auch für Filme, sowie mehr als 260 Schallplattenhüllen, unter anderem für die Klaus Renft Combo, für Rolf Herricht, Frank Schöbel, Chris Doerk, die ersten beiden Electronic-Alben von Reinhard Lakomy und für 14 Alben der Geschichtenlieder-Serie (z. B. Der Traumzauberbaum) von Reinhard Lakomy und Monika Ehrhardt (Text). Er illustrierte zahlreiche Kinderbücher. Ab Ende der 1970er Jahre zeichnete Vonderwerth regelmäßig Karikaturen für den Eulenspiegel, Das Magazin, die NBI und weitere Zeitungen und Zeitschriften. Seine Karikaturen waren häufig gekennzeichnet durch eine Zusammenstellung von sich eigentlich widersprechenden Inhalten in einem Bild. Sie deuteten auf Missstände und Probleme im Alltag der DDR, waren aber für die Verantwortlichen meist erträglich.
Auch nach 1989 zeichnete Klaus Vonderwerth für verschiedene Zeitschriften, für die NBI, für die neue Constructiv einige Titelblätter, dann für Die Zeit und die Süddeutsche Zeitung.
Er erhielt mehrere Cartoonistenpreise im In- und Ausland. Arbeiten Vonderwerths befinden sich u. a. im Bestand der Staatlichen Bücher- und Kupferstichsammlung Greiz („Satiricum“).
Vonderwerth war mit der Illustratorin Cleo-Petra Kurze (* 1951) verheiratet. Sein Grab befindet sich auf dem Waldkirchhof Berlin-Mahlsdorf.

## Ausstellungen (Auswahl)
- 1972 bis 1988: Dresden, VII. bis X. Kunstausstellung der DDR
- 1985: Greiz, Satiricum
- 1986: Berlin, Bezirkskunstausstellung